# خانه تاریخی کاج
خانه تاریخی کاج در سال ۱۳۸۹ خریداری و مرمت و احیای آن تا اردیبهشت ماه ۹۴ ادامه داشت. آجرچینی‌های حیاط، مقرنس کاری‌ها و گچ بری، آینه کاری و نقاشی‌های بنا، نشانی از هنر و معماری دوران قاجار در کاشان است. خانه کاج در هشتم دی ماه ۱۳۹۰ به شماره ۳۰۶۲۲ به فهرست آثار ملی کشوربه ثبت رسید.

## سابقه تاریخی
اهمیت دیگر این خانه به قرارگیری آن در بافت تاریخی کاشان و در نزدیکی خانه‌های تاریخی است. این خانه یکی از خانه‌های قاجاری کاشان است که با معماری گودال - باغچه طراحی و ساخته شده‌است. از مزیت‌های معماری گودال - باغچه می‌توان به دسترسی به آب قنات، عایق حرارت و رطوبت بودن و مقاومت بیشتر در برابر زلزله اشاره کرد. این خانه شامل موزهٔ منوچهر شیبانی، گالری و کتابخانه است.

## مرمت
میراث فرهنگی کاشان این خانه را در سال ۱۳۹۳ خورشیدی مرمت نمود.

## موزه منوچهر شیبانی
موزهٔ هنرهای تجسمی منوچهر شیبانی در اردیبهشت ۸۴، همزمان با روز جهانی موزه و میراث فرهنگی، به عنوان نخستین موزهٔ غیردولتی کاشان گشایش یافته‌است؛ و در اردیبهشت ۹۴ این موزه به خانهٔ کاج منتقل گردید.
در این موزه تابلوهای نقاشی رنگ و روغن، آبرنگ، طرح‌های قلم وسائل شخصی منوچهر شیبانی که از سوی همسرش، پری شیبانی (صبحی) به مجموعه اهدا شده‌است. این موزه شامل سه اتاق است که در هر اتاق سبک‌های متفاوت نقاشی‌های شیبانی به نمایش درآمده است. علاوه بر نقاشی لوازم شخصی و هم چنین دستگاهی وجود دارد که توسط آقای شیبانی در دههٔ چهل ابداع و ساخته شده‌است. این دستگاه با استفاده از ترکیب نور تحت زاویه‌های متفاوت و صفحه‌های منحنی وار نور را در فضای خود پخش می‌کند. از ترکیب نورهای متفاوت و چرخش صفحه‌های منحنی گون شکلی بدست می‌آید که این شکل به عنوان ایدهٔ اولیه برای نقاشی در سبک کوبیسم مورد استفاده قرار می‌گیرد. اتاق‌های دیگر شامل سبک‌های اکسپرسیونیسم و سورئال و آبرنگ است.

## نگارخانه
گالری شیبانی در بخش زیرین خانه تاریخی کاج با معماری سنتی، سقف‌های ضربی و مقرنس کاری شده امکان مناسبی برای نمایش آثار هنری پدیدآورده است. در بخش جانبی گالری مجموعه آثار هنری معاصر هنرهای تجسمی نظیر پرویز تناولی، بهرام دبیری و … به نمایش درآمده است.

## کتابخانه
بخش فرهنگی موزه و گالری منوچهر شیبانی شامل کتابخانهٔ تخصصی ادبیات، سینما و تئاتر و کتابخانهٔ کودک و نوجوان است. کتابخانهٔ تخصصی شیبانی دارای بیش از ۷۰۰۰ جلد کتاب است، که شامل شعر ایران و جهان، داستان و رمان ایرانی و خارجی، نمایشنامه، فیلم نامه تاریخ، جامعه‌شناسی، فلسفه و… است. کتابخانهٔ کودک و نوجوان نیز شامل کتاب‌های آموزشی، علمی، داستانی، شعر، قصه، حکایت و دایرهٔ المعارف علمی و رنگ آمیزی و… است.
هم چنین این کتابخانه دارای دو سالن مطالعه است. یکی از سالن‌های مطالعهٔ این کتابخانه در اتاق شاه‌نشین خانه‌ای با قدمت قاجاری قرار دارد که آثار به جای ماندهٔ تاریخی نظیر نقاشی و گچ بری و آینه کاری‌ها در کنار نور طبیعی در این سالن زیبایی آن را دو چندان می‌کند. همچنین چینش میزهای سالن به نحوی است که زاویه دید به سوی حیات خانه است که وجود گلدان‌های سرسبز و حوض آب در وسط حیات منظرهٔ دلچسبی را به وجود می‌آورد. سکوت و آرامش کتابخانه نیز از مزیت‌های دیگر این بخش است.
این کتابخانه همه روزه در نوبت‌های صبح و عصر باز است.